# 위안취안
위안취안(중국어: 袁泉, 병음: Yuan Quan, 한자음: 원천, 1977년 10월 16일~)은 중화인민공화국의 가수, 배우이다.

## 출연작

### 드라마
- 2014년 CCTV-1 제일특약극장 《봉인》 - 막연평 역
- 2017년 동방 위성 텔레비전 동방극장 《아적전반생》 - 탕징 역
- 2017년 산둥 위성 텔레비전 화양극장 《벽해웅심》 - 임월 역
- 2018년 후난위성텔레비전 금응독파극장 《풍재개시》 - 하효앵 역
- 2019년 텐센트 웹 드라마 《경여년》 - 엽교수 역
- 2019년 동방 위성 텔레비전 동방극장 《정영율사》 - 뤄빈 역
- 2020년 CCTV-8 황금강당극장 《유금세월》 - 하천 역
- 2022년 동방 위성 텔레비전 동방극장 《낙화시절》 - 닝요 역

### 영화
- 2023년 《봉신연의: 조가풍운》